# Привольное (Азербайджан)
Привольное — село в Джалилабадском районе Азербайджана.

## География
Село расположено на реке Геоктепе, к северо-востоку от города Джалилабада.

## История
Основано русскими иудействующими (субботники, геры), сосланными русским правительством в 1839 году за их религиозные убеждения.
В 1980-е гг. традиционный уклад субботников стал приходить в упадок из-за вырубки виноградников вследствие антиалкогольной кампании.

## Население
По переписи 2009 г. в селе проживало 4484 человека. Современное население села — азербайджанцы. От прежней общины субботников в начале 21 в. осталось всего несколько десятков стариков, молодёжь неазербайджанского происхождения переехала в другие страны (в основном в Россию или Израиль).